# Sapintus luteobimaculatus
Sapintus luteobimaculatus is een keversoort uit de familie snoerhalskevers (Anthicidae). De wetenschappelijke naam van de soort is voor het eerst geldig gepubliceerd in 1955 door Pic.